# Machatsjkala
Machatsjkala (Russisch: Махачкала) is een stad in de Kaukasus, in Rusland. Het is de hoofdstad van de autonome republiek Dagestan. De stad ligt aan de Kaspische Zee, bij de voet van de berg Tarkitau, op 6 kilometer van Tarki. Het is mede door de grote urbanisatiegolf die in de jaren 1990 in Dagestan op gang kwam de naar verhouding snelst groeiende stad van Rusland. Tussen 1989 en 2010 nam het aantal inwoners toe van 317.475 tot 577.990, een groei van 82%. In en rondom de stad woonden in 2007 ongeveer 700.000 mensen; ongeveer een derde van de bevolking van Dagestan.
De stad is sinds de oorlog in het naburige Tsjetsjenië meermaals het doelwit van aanslagen geweest. Burgemeester Amirov heeft sinds het midden van de jaren 90 al ten minste 13 aanslagen overleefd.
De stad is partnerstad van Oldenburg (Nedersaksen, Duitsland).

## Geschiedenis
De stad werd in 1844 gesticht als Russisch fort onder de naam Petrovskoje, de inheemse bergbewoners noemden het Andzji-Kala. In 1857 kreeg het de status van stad onder de naam Port-Petrovsk (Petershaven, naar tsaar Peter de Grote, die er in 1722 zijn kamp zou hebben opgeslagen tijdens een veldtocht). In 1870 werd een kunstmatige haven aangelegd. Nadat de stad door spoorwegen verbonden was met Vladikavkaz en Bakoe (1894-96), groeide de goederenoverslag in de haven aanzienlijk.
In 1921 kreeg Machatsjkala zijn huidige naam, ter ere van de Dagestaanse revolutionair Magomed-Ali Dachadajeva (1882-1918). De naam werd gevormd van Machatsja, Dachadejeva's bijnaam, en kala, wat stad of fort betekent in het Arabisch.
Op 14 mei 1970 werd de stad getroffen door een zware aardbeving.

## Bevolking
Machatsjkala is een multi-etnische stad. Er bestaat ook geen overheersende bevolkingsgroep en de etnische diversiteit is deels te vergelijken met de etnische diversiteit van heel Dagestan. De etnische verdeling van de stad zag er in 1989 als volgt uit:
| 21%   | Avaren         |
| 18%   | Russen         |
| 15%   | Koemukken      |
| 12,4% | Dargiërs       |
| 12%   | Laken          |
| 9,5%  | Lezgiërs       |
| 4,3%  | Tsjetsjenen    |
| 1,6%  | Azerbeidzjanen |

## Economie
Belangrijke economische sectoren in Machatsjkala zijn de petrochemische industrie en machinebouw. Ook worden er bouwmaterialen en levensmiddelen geproduceerd.
De stad is gelegen aan belangrijke transportverbindingen tussen Rusland en Azerbeidzjan. De drukke zeehaven dient vooral als overslaghaven, met name voor olieproducten uit Astrachan, Bakoe, Türkmenbaşy (Krasnovodsk) en andere plaatsen.

## Sport
Ten tijde van de Sovjet-Unie was Dinamo Machatsjkala de enige grote voetbalclub uit de stad. In de jaren vijftig en zestig speelde de club enkele seizoenen in de tweede klasse, daarna enkel nog in de derde klasse. Na de val van de Sovjet-Unie werd Anzji Machatsjkala opgericht dat meteen de rol van grootste club overnam. Dinamo raakte in verval en in 2000 speelde Anzji reeds in de Premjer-Liga, iets waar Dinamo nooit in geslaagd was. In 2003 promoveerde Dinamo wel weer naar de tweede klasse, waar Anzji intussen ook weer speelde en bleef daar tot 2006, toen ze na financiële problemen hun licentie verloren. Anzji speelt sinds 2010, met onderbreking van seizoen 2014/15 terug in de Premjer-Liga. 

## Geboren
- Edoeard Poeterbrot (1940-1993), kunstschilder en decorontwerper

- Khabib Nurmagomedov (1988-), MMA-vechter, wereldkampioen lichtgewicht UFC
- Islam Makhachev (1991-), MMA-vechter, wereldkampioen lichtgewicht UFC